# Södermanlands runinskrifter 124
Runinskrift Sö 124 är en runsten i Bogsta socken och Nyköpings kommun. Den sitter inmurad i sakristians norra yttervägg vid Bogsta kyrka. Ytterligare en runsten, Sö 125, står här intill kyrkan.

## Stenen
Vid inmurandet i sakristians yttervägg hamnade stenen i en liggande position helt nära marken. Dess ursprungliga plats är okänd. Ornamentiken består av en profilerad och något säregen runorm i Ringerikestil. Ett iriskt koppel låser samman dess hals med svansen. Dock saknas det kristna korset. Stenen är rest av två bröder för att hedra fadern Torgrim och Hagsten, möjligen en broder eller annan anhörig. 
Den från runor till latinska bokstäver translittererade och översatta inskriften följer nedan:

## Inskriften
Nusvenska: Holmsten och Sigvid, de reste (stenen) efter Torgrim, sin fader, och efter Hagsten.